# HD 12661 b
HD 12661 b est une exoplanète en orbite autour de HD 12661. C'est une géante gazeuse deux fois et demie plus grande que Jupiter. Découverte en 2000, elle possède une orbite excentrique à l'intérieur de la zone habitable, ce qui signifie si elle possède des satellites naturels dotés d'une atmosphère, ils pourraient abriter la vie.

## Désignation
HD 12661 b a été sélectionnée par l'Union astronomique internationale (IAU) pour la procédure NameExoWorlds, consultation publique préalable au choix de la désignation définitive de 305 exoplanètes découvertes avant le 31 décembre 2008 et réparties entre 260 systèmes planétaires hébergeant d'une à cinq planètes. La procédure, qui a débuté en juillet 2014, s'achèvera en août 2015, par l'annonce des résultats, lors d'une cérémonie publique, dans le cadre de la XIXe Assemblée générale de l'IAU qui se tiendra à Honolulu (Hawaï).